# Ульдіс Аугуліс
Ульдіс Аугуліс (латис. Uldis Augulis) — латвійський політик, Міністр сполучення Латвії (2016—2019). Займав цю ж посаду у 2010—2011 роках. Міністр добробуту Латвії (2009—2010 роки). Депутат 9, 10 і 11 сейму Латвії. 
Співвласник компанії «Īves» (1990—1996). Власник фірми «Auguļi». Голова правління партії «Союз зелених і селян». 
Закінчив Латвійський університет (2003 рік). Латвійський представник ЄС в Регіональному комітеті. Голова думи Берзської волості (з 2000 року по 2006 рік).